# 12118 Mirotsin
12118 Mirotsin eller 1999 NC9 är en asteroid i huvudbältet som upptäcktes den 13 juli 1999 av LINEAR i Socorro County, New Mexico. Den är uppkallad efter Yauhen Adolfovich Mirotsin.
Asteroiden har en diameter på ungefär 4 kilometer och den tillhör asteroidgruppen Levin.